# Ławrientij Kartweliszwili
Ławrientij Iosifowicz Kartweliszwili (gruz. ლავრენტი იოსების ძე ქართველიშვილი, Lawrenti Iosebis dze Kartweliszwili; ps. Ławrientiew (ur. 16 kwietnia?/28 kwietnia 1890 we wsi Ianeti, gubernia tyfliska, zm. 22 sierpnia 1938 w miejscu egzekucji Kommunarka) – gruziński polityk socjaldemokratyczny i komunistyczny. I sekretarz KC Komunistycznej Partii (bolszewików) Gruzji w latach 1923–1928, przewodniczący Centralnego Komitetu Wykonawczego Gruzińskiej SRR w latach 1927–1928, przewodniczący Rady Komisarzy Ludowych Gruzińskiej SRR w latach 1927–1929, I sekretarz Komunistycznej Partii Gruzji w 1931. Od 1930 kandydat na członka, 1934-1937 członek KC Wszechzwiązkowej Komunistycznej Partii (bolszewików). 
Od 1905 związany z ruchem rewolucyjnym, 1910 wstąpił do SDPRR, 1911-1914 studiował w Instytucie Handlowym w Kijowie, 1915–1916 działacz bolszewicki w Saratowie. Po przewrocie bolszewickim (rewolucji październikowej) organizował władzę bolszewicką na Ukrainie, przewodniczący rejonowego komitetu SDPRR(b) w Kijowie, VII-X 1918 członek KC KP(b)U, XI 1918 – IV 1919 członek komitetu rewolucyjnego i podziemnego komitetu obwodowego i miejskiego KP(b)U w Odessie, IV-VIII 1919 sekretarz Komitetu Obwodowego KP(b)U w Odessie, następnie członek Wojskowej Rady Rewolucyjnej Południowej Grupy Wojsk 12 Armii, 1920 kierownik wydziału organizacyjnego Komitetu Obwodowego w Odessie i redaktor gazety "Kommunist", 1921–1923 sekretarz Gubernialnego Komitetu WKP(b)U w Kijowie, 1923–1928 I sekretarz KC KP(b)G, II sekretarz Krajowego Komitetu WKP(b) Zakaukazia, 1927–1929 przewodniczący Rady Komisarzy Ludowych Gruzińskiej SRR. 1929–1931 szef Zarządu Politycznego Ukraińskiego Okręgu Wojskowego, II sekretarz KC KP(b)U. Od 11 września do 14 listopada 1931 I sekretarz Komunistycznej Partii Gruzji. 1931–1933 I sekretarz Krajowego Komitetu WKP(b) Syberii Zachodniej, a 1933–1936 na Dalekim Wschodzie. Od 28 grudnia 1936 do 14 lipca 1937 I sekretarz Komitetu Obwodowego WKP(b) na Krymie. Od 1930 kandydat na członka, a od 1934 członek KC WKP(b). 
W czasie "wielkiej czystki" 22 czerwca 1937 aresztowany przez NKWD na wniosek Pawła Postyszewa, oskarżony o szpiegostwo na rzecz Niemiec, Japonii, Wielkiej Brytanii i innych mocarstw zagranicznych, udział w spisku w celu obalenia władzy sowieckiej i zabójstwa Stalina, Jeżowa i innych przywódców partii i państwa. 22 sierpnia 1938 skazany na śmierć przez Kolegium Wojskowe Sądu Najwyższego ZSRR pod zarzutem szpiegostwa, stracony tego samego dnia w miejscu egzekucji Kommunarka. Pochowany anonimowo w mogile zbiorowej.
Zrehabilitowany 15 lutego 1956 postanowieniem Kolegium Wojskowego SN ZSRR.

## Bibliografia

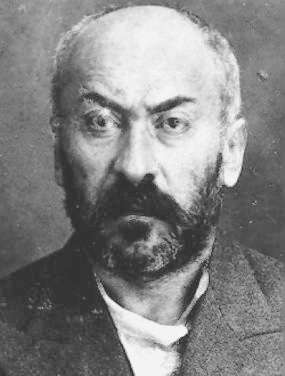
Ławrientij Karweliszwili po aresztowaniu przez NKWD 1937